# Dirty Computer
Dirty Computer je třetí studiové album americké zpěvačky Janelle Monáe, které vyšlo v dubnu 2018, čtyři a půl roku po zpěvaččině předchozí desce The Electric Lady. Na albu se podíleli například Pharrell Williams, Brian Wilson, Grimes či Zoë Kravitzová. Předtím, než v roce 2016, na albu pracoval také hudebník Prince.

## Seznam skladeb
1. Dirty Computer
2. Crazy, Classic, Life
3. Take a Byte
4. Jane’s Dream
5. Screwed
6. Django Jane
7. PYNK
8. Make Me Feel
9. I Got the Juice
10. I Like That
11. Stevie’s Dream
12. Don’t Judge Me
13. So Afraid
14. Americans